# Cabinet Albrecht V
Land de Basse-Saxe
Albrecht IV Schröder I
Le cabinet Albrecht V (en allemand : Kabinett Albrecht V) est le gouvernement du Land allemand de la Basse-Saxe entre le 9 juillet 1986 et le 21 juin 1990, durant la onzième législature du Landtag.

## Majorité et historique
Dirigé par le ministre-président chrétien-démocrate sortant Ernst Albrecht, ce gouvernement est constitué et soutenu par une « coalition noire-jaune » entre l'Union chrétienne-démocrate d'Allemagne (CDU) et le Parti libéral-démocrate (FDP). Ensemble, ils disposent de 78 députés sur 155, soit 50,3 % des sièges au Landtag.
Il est formé à la suite des élections régionales du 15 juin 1986 et succède au cabinet Albrecht IV, constitué et soutenu par la seule CDU. Lors du scrutin, les chrétiens-démocrates perdent la majorité absolue qu'ils détenaient depuis juin 1978, avec un recul de plus de six points, tandis que le Parti social-démocrate d'Allemagne (SPD) progresse de plus de cinq points. Toutefois, le bon score du FDP assure le maintien d'Albrecht au pouvoir.
Lors des élections régionales du 13 mai 1990, le SPD dépasse la CDU de deux points, tandis que le FDP et Les Verts (Grünen) se tiennent dans un mouchoir de poche. Le chef de file social-démocrate Gerhard Schröder forme alors une « coalition rouge-verte » les Grünen et nomme son premier cabinet.

## Composition

### Initiale (9 juillet 1986)
- Les nouveaux ministres sont indiqués en gras, ceux ayant changé d'attributions en italique.

| Portefeuille                                                | Titulaire | Titulaire                                                 | Parti |
| ----------------------------------------------------------- | --------- | --------------------------------------------------------- | ----- |
| Ministre-président                                          |           | Ernst Albrecht                                            | CDU   |
| Vice-ministre-président Ministre de l'Intérieur             |           | Wilfried Hasselmann (jusqu'au 31/10/1988)                 | CDU   |
| Ministre de l'Économie, de la Technologie et des Transports |           | Walter Hirche                                             | FDP   |
| Ministre de l'Alimentation, de l'Agriculture et des Forêts  |           | Burkhard Ritz                                             | CDU   |
| Ministre des Finances                                       |           | Birgit Breuel                                             | CDU   |
| Ministre de la Justice                                      |           | Walter Remmers                                            | CDU   |
| Ministre de l'Éducation                                     |           | Georg-Berndt Oschatz (jusqu'au 06/05/1987) Wolfgang Knies | CDU   |
| Ministre de la Science et de la Culture                     |           | Johann-Tönjes Cassens                                     | CDU   |
| Ministre de l'Environnement                                 |           | Werner Remmers                                            | CDU   |
| Ministre des Affaires sociales                              |           | Hermann Schnipkoweit                                      | CDU   |
| Ministre des Affaires fédérales et européennes              |           | Heinrich Jürgens                                          | FDP   |

### Remaniement du 9 novembre 1988
- Les nouveaux ministres sont indiqués en gras, ceux ayant changé d'attributions en italique.

| Portefeuille                                                | Titulaire | Titulaire             | Parti |
| ----------------------------------------------------------- | --------- | --------------------- | ----- |
| Ministre-président                                          |           | Ernst Albrecht        | CDU   |
| Vice-ministre-président Ministre de l'Intérieur             |           | Josef Stock           | CDU   |
| Ministre de l'Économie, de la Technologie et des Transports |           | Walter Hirche         | FDP   |
| Ministre de l'Alimentation, de l'Agriculture et des Forêts  |           | Burkhard Ritz         | CDU   |
| Ministre des Finances                                       |           | Birgit Breuel         | CDU   |
| Ministre de la Justice                                      |           | Walter Remmers        | CDU   |
| Ministre de l'Éducation                                     |           | Horst Horrmann        | CDU   |
| Ministre de la Science et de la Culture                     |           | Johann-Tönjes Cassens | CDU   |
| Ministre de l'Environnement                                 |           | Werner Remmers        | CDU   |
| Ministre des Affaires sociales                              |           | Hermann Schnipkoweit  | CDU   |
| Ministre des Affaires fédérales et européennes              |           | Heinrich Jürgens      | FDP   |